# 繖狀真羽花介
繖狀真羽花介（学名：Eucytherura laciniata）为尾花介科真羽花介屬下的一个种。其种加词“laciniata”来源于拉丁文“lacinia”，意为“棱角”、“裂开的”。